# احلاف لقياش (متوح)
احلاف لقياش هي إحدى مشيخات المملكة المغربية، تتبع جغرافيا لإقليم الجديدة وإداريًا لمتوح. يقدر عدد سكانها بـ 8811 نسمة حسب الإحصاء الرسمي للسكان والسكنى لسنة 2004.